# Fort Nassau (Nord)
Pour les articles homonymes, voir Fort Nassau.
Ne doit pas être confondu avec Fort Nassau (Sud).

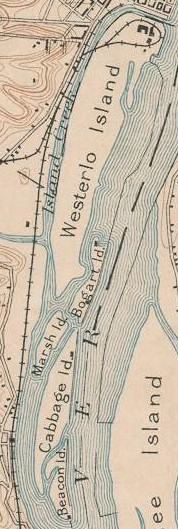
Carte de 1893 de l'île de Westerlo maintenant Castle Island.

Le Fort Nassau était un fort néerlandais construit en 1614 par le capitaine Christiaensen sur une île de la Noortrivier (le fleuve Hudson) sur le territoire de l'actuelle ville d'Albany. En raison d'inondations récurrentes tous les étés, les Néerlandais abandonnèrent le fort en 1617 ou 1618. Ce fortin en bois a servi surtout pour l'échange de pelleteries avec quelques navires néerlandais durant ces quatre ou cinq années.

## Histoire
En 1624, un nouveau fort fut construit sur la rive ouest du fleuve, et ce pour le compte de la Compagnie néerlandaise des Indes occidentales, ce fut Fort Orange. L'arrivée de colons cette année-là marquait l'occupation officielle de la Nouvelle-Néerlande.